# Rudolf Straeuli
Rudolf August Wilkens Straeuli (Pretoria, 20 agosto 1963) è un ex rugbista a 15 e allenatore di rugby a 15 sudafricano, campione del mondo nel 1995 nel ruolo di terza linea centro con gli Springbok, dei quali fu anche commissario tecnico alla Coppa del Mondo di rugby 2003.

## Biografia
Laureato in giurisprudenza, Straeuli iniziò la carriera di club in Currie Cup nel Northern Transvaal nel ruolo di terza linea centro.
Fu in Italia, al Petrarca, nella stagione 1992-93, prima di tornare in Sudafrica ed esordire negli Springbok nel 1994, a Dunedin contro la Nuova Zelanda.
Un anno più tardi prese parte alla Coppa del Mondo di rugby 1995, organizzata proprio in Sudafrica come riconoscimento per la fine dell'apartheid in quel Paese e la sua riammissione nell'attività sportiva internazionale.
Straeuli fu presente alla Coppa in tre incontri compresa la finale, vinta sulla Nuova Zelanda, e si laureò campione del mondo.
Nel 1998 fu in Inghilterra al Bedford Blues, di cui fu giocatore e allenatore; tornato in Sudafrica fu allenatore del Natal Sharks e, nel 2002, gli fu affidata la conduzione degli Springbok, in sostituzione del deficitario Harry Viljoen.
La conduzione di Straeuli nel biennio che seguì fu controversa.
Critiche furono mosse alla disciplina militare imposta ai giocatori, che furono persino portati in un campo d'addestramento, Kamp Staaldrad, divenuto famigerato presso la stampa del Paese per le condizioni spesso umilianti cui furono sottoposti i membri della squadra, come per esempio compiere degli esercizi fisici in pieno inverno nudi nel fango al fine di «temprare fisico e volontà», per bocca dello stesso Straeuli, anche se il comandante militare del campo ritenne che tale forma di disciplina tendesse ad annullare l'individualismo dei giocatori per renderli una squadra unita e compatta.
Alla Coppa del Mondo di rugby 2003, nonostante il duro allenamento e la disciplina imposta ai giocatori, la squadra si rivelò carente proprio sul piano della tenuta fisica e nei quarti di finale fu eliminata dall'Inghilterra, conseguendo quello che è a tutt'oggi il peggior risultato degli Springbok, ovvero la mancata ammissione alle semifinali.
Dopo il fallimentare risultato alla Coppa del Mondo diede le sue dimissioni dalla conduzione della Nazionale, per tornare a dirigere i Natal Sharks e assumere anche un incarico dirigenziale per far fronte alla crisi economica che aveva colpito la squadra.
In ragione della sua conduzione Straeuli si guadagnò l'etichetta di allenatore tra i più duri e severi in assoluto, anche considerando altre discipline sportive di squadra.
Straeuli vanta inoltre, da giocatore, un invito nei Barbarians, nel 1995, in occasione di un incontro con il Leicester.

## Palmarès
- Coppe del mondo: 1
Sudafrica: 1995